# Artur Magnuszewski
Artur Stanisław Magnuszewski (ur. 1957) – polski hydrolog, doktor habilitowany, profesor nadzwyczajny Uniwersytetu Warszawskiego. W latach 1999–2005, a następnie w 2008–2012 pełnił funkcję prodziekana ds. finansowych i naukowych na Wydziale Geografii i Studiów Regionalnych UW.
W 1980 roku ukończył studia geograficzne na Uniwersytecie Warszawskim. Doktoryzował się w 1993 roku na Wydziale Geografii i Studiów Regionalnych UW na podstawie pracy pt. Hydrologiczna interpretacja wymiaru fraktalnego sieci rzecznych (promotor – Zdzisław Mikulski). Stopień doktora habilitowanego uzyskał w 2004 roku tamże. Od 2008 roku jest profesorem nadzwyczajnym UW. Pracuje na Wydziale Geografii i Studiów Regionalnych UW, w Zakładzie Hydrologii, gdzie od 2011 roku pełni funkcję kierownika.
Brał udział w kilku projektach badawczych, m.in. w projekcie Zróżnicowanie przestrzenne wrażliwości społeczeństwa informacyjnego na wybrane zagrożenia naturalne w Polsce; (2012–2015), Analiza punktowych źródeł zanieczyszczeń związkami biogennymi, dioksynami i związkami dioksynopodobnymi w zlewni Pilicy oraz opracowanie metod ich redukcji (2010–2013), Zróżnicowanie przestrzenne wrażliwości społeczeństwa informacyjnego na wybrane zagrożenia naturalne w Polsce (2012–2015).
Zainteresowania naukowe dotyczą m.in. procesów korytowych rzek, modeli hydrodynamicznych, GIS. Aktywnie uprawia żeglarstwo śródlądowe i morskie.
Jest członkiem licznych stowarzyszeń krajowych i zagranicznych, m.in. Komitetu Gospodarki Wodnej Polskiej Akademii Nauk, Stowarzyszenia Hydrologów Polskich, Baltic University.  

## Wybrane publikacje[4]
- Artur Magnuszewski, (2023). 60 lat Jeziora Zegrzyńskiego 1963-2023. Warszawa: Urząd Gminy Nieporęt, Dział Informacji Publicznej i Promocji Gminy
- Artur Magnuszewski, (2013) Procesy korytowe rzek nizinnych a bezpieczeństwo powodziowe. Warszawa: WGSR UW
- Elżbieta Bajkiewicz-Grabowska, Artur Magnuszewski, (2002). Przewodnik do ćwiczeń z hydrologii ogólnej. Warszawa: PWN.
- Artur Magnuszewski, (2002). Systemy geoinformacyjne w badaniach ekohydrologicznych. Warszawa: WGSR UW.
- Artur Magnuszewski, Urszula Soczyńska, (2001). Międzynarodowy Słownik Hydrologiczny UNESCO/WMO. Warszawa: Wydawnictwo Naukowe PWN.
- Artur Magnuszewski, Zdzisław Mikulski, (2000). Floodplain pollution control managment (Vistula river, Poland) IHPÓHP. Koblenz: Sonderh.